# 1950 à la télévision
| Années de la télévision : 1947 - 1948 - 1949 - 1950 - 1951 - 1952 - 1953    |
| Décennies de la télévision : 1920 - 1930 - 1940 - 1950 - 1960 - 1970 - 1980 |

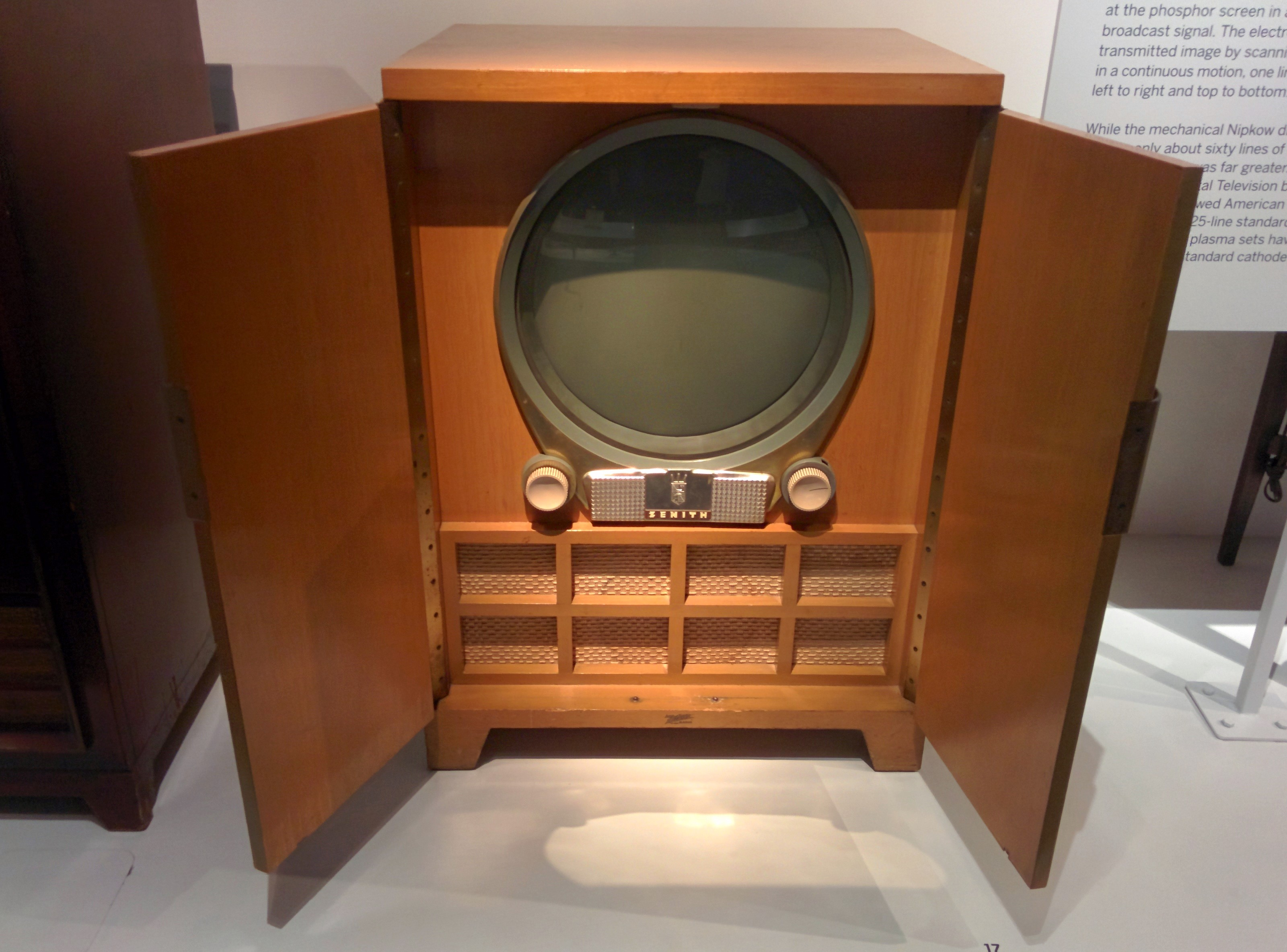
Télévision Zenith des années 1950

Cet article présente les faits marquants de l'année 1950 à la télévision.

## Évènements

### France
- 24 février : Première retransmission télévisée en direct par la RTF du Jeu de l'amour et du hasard de Marivaux, téléfilmée depuis la Comédie-Française, à l'initiative de Claude Barma et diffusée sur l'unique chaîne de télévision française, à une époque où il y avait seulement 3 794 postes de télévisions dans tout le pays.

## Séries télévisées

### États-Unis
- 9 septembre : diffusion du premier épisode du Hank McCune Show sur NBC.

### France
- 9 octobre : diffusion du premier épisode d'Agence Nostradamus sur la RTF.

## Principales naissances
- 3 janvier : Victoria Principal, actrice américaine.
- 5 janvier : Louis Natale compositeur américain.
- 11 janvier : Paul Amar, journaliste français.
- 23 janvier : Richard Dean Anderson, acteur américain.
- 12 mars : Jon Provost, acteur américain.
- 4 avril : Jeanne Goupil, actrice française.
- 8 avril : Jean-Pierre Pernaut, journaliste français († 2 mars 2022).
- 2 mai : Frieda Van Wijck, animatrice de télévision belge.
- 10 juin : Claude Chamboisier, musicien, chanteur et producteur français, membre du groupe Les Musclés sous le nom de Framboisier († 4 janvier 2015).
- 16 juin : Alain Gillot-Pétré, présentateur français de météo à la télévision († 31 décembre 1999).
- 11 juillet : Bruce McGill, acteur américain.
- 23 septembre : Patrick Simpson-Jones, présentateur de télévision et chanteur français.
- 7 octobre : Hugh Fraser, acteur britannique.
- 11 octobre : Catlin Adams, actrice, réalisatrice, scénariste et productrice américaine.
- 20 octobre : Claude Sérillon, journaliste français.
- 5 décembre : Jean-Luc Petitrenaud, journaliste et critique gastronomique français († 10 janvier 2025).